# Gli infermieri della mutua
Gli infermieri della mutua è un film del 1969 diretto da Giuseppe Orlandini, ed interpretato da Pino Caruso, Peppino De Filippo, Bice Valori e Lino Banfi.

## Trama
Per aumentare la sua clientela, il dott. Borselli non disdegna di usare i metodi più impensati e truffaldini, anche con l'aiuto di Gennarino, portiere che, grazie alle prescrizioni del dott. Borselli e a spese della sua mutua, è riuscito a mettere da parte una quantità tale di medicinali da fare invidia ad una farmacia e con i quali si procura un notevole commercio tra i condomini del suo stabile.
Un commerciante veneto arriva a Roma e si rompe una gamba cadendo dalla scaletta dell'aereo. Sull'ambulanza viene convinto a farsi ricoverare nella clinica del dott. Borselli piuttosto che all'ospedale. Per un equivoco è scambiato per una persona ricca e posto in una camera a pagamento, salvo poi essere spostato in corsia dopo aver scoperto la verità. Nel frattempo il dott. Borselli gestisce pure uno studio medico per mutuati e pazienti paganti con tecniche e stili ben diversi.
I sospetti della dott.ssa Venanzi cominciano a smuovere le acque e lo zio del commerciante (importante funzionario del ministero della sanità) che non riesce a rintracciare il nipote, spostato continuamente dalla corsia alle stanze a pagamento a seconda della situazione, apre un'inchiesta.
Il prof. Gariboni, sulla lista paga di Borselli, lo avverte della severa indagine che egli stesso è incaricato di condurre: Borselli riuscirà invece a minacciarlo di uno scandalo per aver cercato di sedurre la moglie. 
Alla fine anche la severa dott.ssa Venanzi si convertirà ai metodi truffaldini del dott. Borselli.